# 傅薇
傅薇（Fu Wei，1970年10月12日—），台灣知名女歌手，以歌唱比賽冠軍的身分出道，活躍於各種音樂演出場合並擔任許多節目的主持人，也以電台主持人的身分廣為人知。近年來常受到各大節目邀約，多次擔任歌唱節目和音樂獎項的評審。

## 生涯簡介
傅薇進入演藝圈的契機是參加「全國青年創作歌謠大賽」，獲得了演唱組的冠軍。於1990年發行了個人首張專輯《愛情契約》。其後，在歌林唱片陸續發行了三張專輯，《迷霧中共舞》、《落葉》、《裝傻》，也成為其音樂專輯的代表作品。
傅薇自1992年即開始在音樂餐廳「主婦之店」駐唱，被公認為是實力派的駐唱歌手、Pub天后。她曾經登上國家音樂廳的舞台表演，是流行歌手的第一人，也曾經被日本知名節目譽為是「台灣最值得欣賞的live歌手」。能唱能寫的傅薇後來也跨足製作、創作的領域，最近期的一張專輯是2009年發行的《傅薇Fu~ Way》，擁有音樂才華和主持天分的她，後來也常在電視、電台擔任音樂節目的主持人。

## 音樂作品

### 音樂專輯
| 作品名稱                 | 發行年代 | 發行         | 其他                       |
| ------------------------ | -------- | ------------ | -------------------------- |
| 愛情契約                 | 1990年   | 喜馬拉雅唱片 |                            |
| 迷霧中共舞               | 1991年   | 歌林唱片     |                            |
| 落葉                     | 1992年   | 歌林唱片     |                            |
| 裝傻                     | 1993年   | 歌林唱片     |                            |
| 傻女人                   | 1995年   | 開麗唱片     |                            |
| 「台灣架勢」新台語爵士樂 | 2002年   | 歡樂資源     |                            |
| 麻辣鴛鴦夜總會           | 2003年   | 海蝶音樂     | 與黃中原合作發行           |
| 傅薇FU~WAY               | 2009年   | 晴水音樂     |                            |
| 阿恩贔 [R' n B]          | 2019年   | 晴水音樂     |                            |
| 阿無莫                   | 2020年   | 晴水音樂     | 我的婆婆怎麼那麼可愛片頭曲 |
| 甜甜甜                   | 2020年   | 晴水音樂     | 我的婆婆怎麼那麼可愛片尾曲 |

### 樂團專輯
- MaruMaru Band滿滿樂團《樂園衣P》 晴水音樂發行

## 音樂製作經歷
- 2016 白家綺 閃爆BLING BOOM EP 製作人與創作
- 2012 元平《有空回來坐》專輯　製作人與創作
- 2012 周思潔有聲演講音樂專輯  監製
- 《青春派對》英文專輯1至4集 製作與撰寫文案
- 為甄妮、李翊君、高勝美、李度等歌手填詞譜曲
- 翻譯中文歌曲為英文版，如〈明天會更好〉等
- 2006年，傅薇為動畫幸福超人創作詞曲以及演唱，並擔任該短片的製作，曾得新加坡國際動畫比賽大賞
- 2004年，傅薇製作了全球第一套五行養生瘦身音樂專輯《窈窕、青春、養生》

## 演出作品
- 2002年，傅薇與台灣知名爵士樂團於國家音樂廳演出爵士名曲，是第一位登上國家音樂廳演唱的流行音樂歌手。
- 在台灣第一齣搖滾音樂舞台劇「吻我吧！娜娜」（Kiss me Kate）中飾演女主角郝麗娜。

## 主持作品

### 廣播節目
- 中國廣播公司「廣播天地」
- 飛碟電台「星際爭霸排行榜」
- 飛碟電台「音樂捕手」
- 飛碟電台「音樂Freeway」
- 飛碟電台「音樂鬧鐘」
- 飛碟電台「音樂夢遊」
- 飛碟電台「六點好心情」
- 飛碟電台「品味城市」
- 東森聯播網ETFM「0204快樂不NG」
- 中廣流行網「MUSIC FREEWAY音樂聽傅薇」
- 中廣流行網「風水好遠景」
- 台北電台「音樂聖品好味(薇)道」
- 河南第一音樂廣播 魅力881  魅力薇薇笑

### 電視節目
| 年份 | 電視台   | 節目名稱                          | 備註                             |
| ---- | -------- | --------------------------------- | -------------------------------- |
|      | 台視     | 薔薇向陽                          | 音樂資訊                         |
|      | 台視     | 金頻道                            | 西洋音樂資訊                     |
|      | 台視     | 巨星大追擊                        | 娛樂新聞藝人專訪報導             |
|      | 台視     | 你想知道的事                      | 青年資訊                         |
|      | 台視     | 浪漫夜曲                          | 主持並演唱，介紹西洋歌曲和爵士樂 |
|      | 台視     | 2013台中跨年就是要這YOUNG跨年晚會 | 現場主持人（中天娛樂台聯播）     |
|      | 華視     | 婚姻．婚姻                        | 兩性談話型節目                   |
|      | 華視     | 心之路                            | 音樂資訊節目                     |
|      | 華視     | 都會風情                          | 資訊節目                         |
|      | 華視     | 今夜讓你樂一下                    | 音樂資訊專訪                     |
|      | 中視     | 台灣歌謠慶端午                    |                                  |
|      | 八大電視 | 台灣柑芭茶                        | 台灣風土人物外景採訪             |
|      | 東森電視 | 一周大事                          | 新聞評論                         |
|      | 太陽衛視 | 芬蘭之旅                          | 芬蘭深度旅遊報導                 |
|      | 國寶衛視 | 寵物新樂園                        | 寵物新知節目                     |